# Ranunculus ascendens
Ranunculus ascendens är en ranunkelväxtart som först beskrevs av Roger Engel, och fick sitt nu gällande namn av S. Ericsson. Ranunculus ascendens ingår i släktet ranunkler, och familjen ranunkelväxter. Inga underarter finns listade i Catalogue of Life.